# Flurbühl
Der Flurbühl (sehr selten tschechisch Louka) ist ein 655 m n.m. hoher unscheinbarer Berg im Duppauer Gebirge in Tschechien, der sich nur etwa 100 Meter über das umliegende Gelände erhebt. Er liegt auf dem Gebiet des Truppenübungsplatzes Hradiště im Okres Karlovy Vary und ist nicht öffentlich zugänglich. Der verbuschte Berg wird gebildet aus einer relativ grobkristallin ausgebildeten („phaneritischen“) Intrusion aus alkalischen Gesteinen in feinerkristalline Ergussgesteine ähnlicher chemischer Zusammensetzung. Die Intrusion wurde später durch Erosion freigelegt.

## Geographie
Der Flurbühl liegt auf dem abgesiedelten Gebiet des Truppenübungsplatzes, an seinem Nordosthang befand sich bis 1955 die Stadt Doupov (Duppau). Nördlich wird der Berg vom Luční potok (Pinzichbach), südöstlich vom Pustý potok (Grünlesbach bzw. Oedbach) und im Nordosten vom Liboc (Aubach) umflossen. Im Südwesten hängt er durch einen breiten flachen Sattel mit den Ausläufern des Oedschlosses zusammen.
Überragt wird der Flurbühl im Norden vom Trmovský vrch (Dürmauler Berg, 744 m n.m.), im Nordosten vom Jánský vrch  (Johannesberg, 715 m n.m.), im Osten von der Doupovské strážiště (Hutberg, 718 m n.m.) und dem Turečský vrch (Linzberg, 722 m n.m.), im Südosten von der Dubina (Eichberg, 730 m n.m.) und der Zlatá hora (Goldberg, 721 m n.m.), im Süden vom Prachometský kopec (793 m n.m.) und Tmavý vrch (857 m n.m.), im Südwesten vom Pustý zámek (Oedschloßberg, 933 m n.m.), im Westen vom U Studeného dvora (790 m n.m.) sowie im Nordwesten vom Ovčí vrch (Kronberg, 739 m n.m.) und Huseň (Hußen, 762 m n.m.).

## Geschichte
Die Hänge des Flurbühls dienten früher als Weide- und Ackerland. Auf dem Berg befand sich eine der hl. Dreifaltigkeit geweihte Kapelle. Der Felsstock des Gipfels wurde ab dem Ende des 19. Jahrhunderts als Steinbruch genutzt.
Seit der Absiedlung des Gebietes verbuscht der Flurbühl zunehmend.

## Geologie

### Forschungsgeschichte
Der 20 km² große Duppauer Kessel wurde zu Beginn des 20. Jahrhunderts (teilweise noch bis in die 1980er Jahre) interpretiert als der Krater oder die Caldera eines tertiären Supervulkans, der Flurbühl der Überrest dessen Magmaschlotes.
Nachdem Johann Baptist Wiesbaur 1898 die Stelle eines Gymnasialprofessors am Duppauer Gymnasium angetreten hatte, sammelte er Gesteinsproben des Flubühls für den Unterricht der Mineralogie. Das Gestein war von früheren Geologen als (metamorpher) „Hornblendeschiefer“ bestimmt worden. Am Flurbühl fand Wiesbaur, entgegen den Angaben in der geologischen Karte, keinen Schiefer, sondern nur Hornblende und vor allem ein Gestein, dass sowohl dem Diorit ähnelte, den er von 1863 bis 1866 am Tiefen Weg (Hlboká cesta) bei Pressburg gesammelt hatte, als auch dem von August Emanuel von Reuss als Rongstocker Diorit beschriebenen und später von Josef Emanuel Hibsch als Essexit bestimmten Gestein ähnelte. Der Wiener Mineraloge Friedrich Becke, der ihm zugesandte Gesteinsproben untersuchte und daraufhin selbst vor Ort sammelte, bestimmte das Gestein als Theralith, einem bis dato nur aus Amerika bekanntes Gestein, mit lichteren Partien aus Elaeolithsyenit (=Nephelin-Syenit). Becke erkannte, dass das Theralithareal fast exakt der Einzeichnung von Hornblendeschiefer auf der Karte der Reichsanstalt entsprach. Als Tiefengestein füllte es nach der Interpretation Wiesbaurs den ehemaligen Kraterschlot des Supervulkans aus; es erstarrte langsam in der Tiefe unter einem hohen Aschenkegel und beendete damit die vulkanischen Ausbrüche der Tertiärzeit im Duppauer Gebirge. Der Liebwerder Geologe Hibsch, der durch Becke in seiner Theorie von der Entstehung des Duppauer Gebirges aus einem Supervulkan bestätigt wurde, untersucht im Jahre 1900 ebenfalls den Flurbühl. Da nach seinen Kenntnissen über den Vulkanismus im Böhmischen Mittelgebirge die Basaltberge des Duppauer Gebirges hauptsächlich aus Tephrit bestehen müssten, untersuchte er die Umgebung von Duppau und fand dieses Gestein auf dem Hußen sowie im Steinbruch am Südhang des Dürmauler Berges bei der Walksmühle. Am Weg zwischen Dörfles und Duppau fand Hibsch zudem einen Lesestein aus Gauteit, dessen Beschaffenheit ganz dem im Elbtal bei Gaute vorgefundenen entsprach, sowie am Knochen an der Straße von Duppau nach Promuth auch Monchiquit, ein weiteres vulkanisches Tiefengestein.

### Neuere Untersuchungen
Der Gesteinskomplex des Flurbühls wurde 2010 neu untersucht und dabei radikal anders interpretiert. Demnach handelt es sich um eine Intrusion von magmatischem Gestein, die in etwas ältere vulkanische Ablagerungen eingedrungen und tief unter der Oberfläche erstarrt ist (Kryptovulkanismus). Durch die langsamere Abkühlung konnten größere Kristalle wachsen (ein „phaneritisches“ Gestein), wodurch das Gestein einem Tiefengestein ähnlich wird. Später wurde das umliegende Gestein von der Erosion abgetragen und die Intrusion freigelegt. Die genaue Ausdehnung und der Kontaktbereich zum Nebengestein sind nicht aufgeschlossen und unbekannt. Sicher erscheint aber, dass die Intrusion in ein schon bestehendes Vulkangebäude eingedrungen ist. Die umliegenden, basalt-ähnlichen Vulkanite des Duppauer Gebirges sind nicht hier gefördert worden.
Aus der sehr basischen, kieselsäurearmen Schmelze bildeten sich hier sehr ungewöhnliche und seltene Gesteine, die in enger Wechsellagerung, teilweise in geringmächtigen Gängen, einander durchdringen. Verbreitet sind Klinopyroxenit, ein ultramafisches Gestein, das weit überwiegend aus Klinopyroxen (hier aus Diopsid) besteht. Das Gestein bildet eine Schlotbrekzie aus. Gesteinsbildungen mit etwas hellerer („leukokrater“) Farbe bestehen aus Olivin-führendem Ijolit, einem magmatischen Gestein reich an Nephelin, außerdem mit Diopsid, Magnetit und dem Alkalifeldspat Sanidin, aber ohne Olivin, bzw. den nahe dazu verwandten Melteigit bzw. Urtit. Lokal angereichert ist außerdem Essexit, ein ultrabasisches, dunkleres („melanokrates“) Gestein, außerdem mit Calcium-reichen Mineralen der Amphibolgruppe (meist als Hornblende bezeichnet) und dem Glimmer Biotit. Durchschlagen werden die Gesteine von geringmächtigen, helleren Gängen aus Monzonit, die das recht seltene Mineral Sodalith enthalten. Weitere Gesteine finden sich seltener, in Gängen oder nur in isolierten Blöcken aufgeschlossen.
Der Gesteinskomplex wurde mittels Kalium-Argon-Datierung auf ein Alter von ca. 28 bis 30 Millionen Jahre datiert.

## Flora
Die besonderen geologischen Verhältnisse am Flurbühl sind auch die Ursache für die Vielfalt von Bergveilchen in den Hangwiesen.